# Terrace Lake
Der Terrace Lake (englisch für Terrassen-See) ist einer der zahlreichen zugefrorenen kleinen Süßwasserseen auf der antarktischen Ross-Insel. Der längliche See liegt rund einen Kilometer vom Kap Barne entfernt in einem vom Barne-Gletscher gebildeten Moränental. 
Die Entdeckung wird Teilnehmern der Nimrod-Expedition (1907–1909) unter der Leitung des britischen Polarforschers Ernest Shackleton zugesprochen. Seinen Namen verdankt der See seiner Lage.